# Aleramo Incisa Beccaria
Aleramo Incisa Beccaria (Roma, 11 marzo 1901 – Monte Dunun, 1936) è stato un militare italiano, insignito della medaglia d'oro al valor militare alla memoria nel corso della guerra d'Etiopia.

## Biografia
Nacque a Roma l'11 marzo 1901, figlio di Ferdinando e Rosetta Paravicini. Appartenente a una nobile famiglia piemontese, nel marzo del 1918 si arruolò volontario nel Regio Esercito, assegnato in servizio nel 4º Reggimento bersaglieri. Come soldato semplice prese parte alle fasi finali della Grande Guerra sul fronte italiano. Nominato sottotenente di complemento nel gennaio del 1919, passò in servizio dapprima al 51º Reggimento fanteria e poi al 37º Reggimento fanteria. Congedatosi con il grado di tenente nel settembre 1920, dopo aver prestato servizio in Albania, aderì al nascente movimento fascista e tra il 1921 e il 1922 fu squadrista e comandante di squadre d'azione dei Fasci di combattimento di Torino. Partecipò alla marcia su Roma e nel 1923 si recò in America del sud dove, conseguita la laurea in ingegneria, svolse incarichi di lavoro esplorativi e di studio per conto del governo brasiliano. Ritornato in Italia nel 1928, conseguì la laurea in giurisprudenza presso l'università di Torino ed il diploma in ragioneria e si diede alla libera professione come avvocato procuratore. Nel 1935, dopo lo scoppio della guerra d'Etiopia, fu richiamato in servizio con il grado di tenente, giungendo in Somalia nel gennaio 1936, assegnato al IX Battaglione arabo–somalo del 3º Raggruppamento. Cadde in combattimento nel 1936 sul Monte Dunun e fu insignito della medaglia d'oro al valor militare alla memoria.

### Fonti
1. 1 2 3 4  Combattenti Liberazione.
2. 1 2  Gruppo Medaglie d'Oro al Valor Militare 1965, p. 176.
3. 1 2 3 4  Rivista Mensile della Città n.4, aprile 1937, p. 68.
4. ↑   Medaglia d'oro al valor militare Beccaria, Aleramo, su quirinale.it, Quirinale. URL consultato l'11 luglio 2021.